# 佐藤通吉

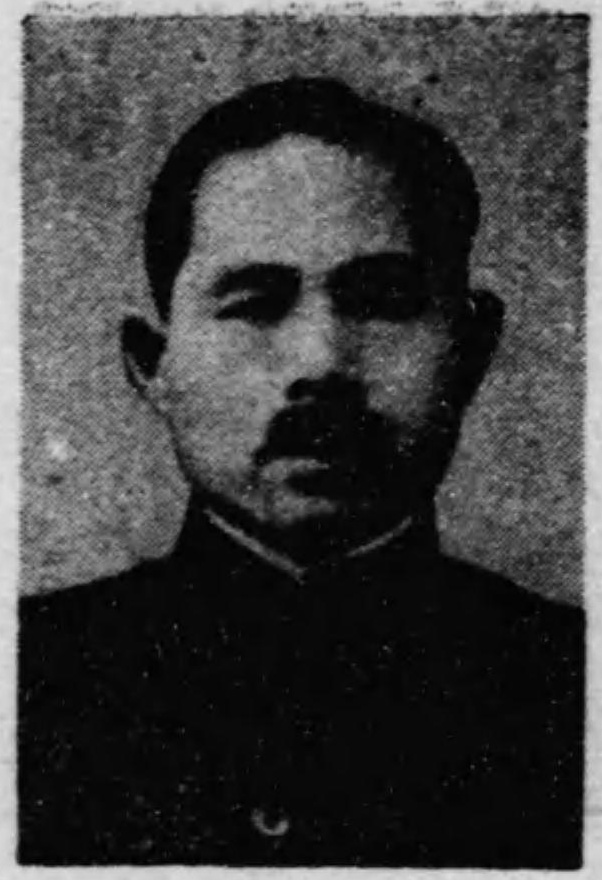
佐藤通吉

佐藤 通吉（さとう つうきち、1903年〈明治36年〉8月10日 - 1995年〈平成7年〉6月3日）は、昭和期の弁護士、警察官、政治家。衆議院議員。

## 経歴
鹿児島県囎唹郡東志布志村（現志布志市）で生まれる。1939年（昭和14年）中央大学専門部法律科を卒業した。
小学校訓導を経て、台湾総督府巡査に転じ、高雄州巡査部長、同警部補を歴任。のち高等試験司法科に合格し弁護士となり、郷里で開業した。鹿児島弁護士会長、日本弁護士連合会理事などを務めた。
1946年（昭和21年）4月の第22回衆議院議員総選挙で鹿児島県全県区から日本進歩党公認で立候補して落選。1947年（昭和22年）4月の第23回総選挙で鹿児島県第3区から民主党公認で出馬して当選し、衆議院議員に1期在任した。民主党治安及び地方制度委員会委員長などを務めた。1947年末、炭鉱国家管理案に反対して民主党を離党し民主自由党に転じた。同党筆頭副幹事長を務めたが、1949年（昭和24年）1月の第24回総選挙で落選した。その後、第27回総選挙まで連続3回立候補したがいずれも落選した。